# Königshofen (Heideland)
Königshofen ist ein Ortsteil der Gemeinde Heideland im Saale-Holzland-Kreis in Thüringen, die Teil der Verwaltungsgemeinschaft Heideland-Elstertal-Schkölen sind.

## Geografie
Königshofen liegt links der Bundesautobahn 9 von München nach Berlin in einem ländlichen Gebiet. Durch den Ort führt die Landesstraße 1073 von Eisenberg gen Norden bis Lindau bei Eisenberg. Nach Westen liegen in der Gemarkung zwei kleinere Wälder. Landwirtschaftliche Nutzflächen überwiegen.

## Geschichte
1256 ist die urkundliche Ersterwähnung von Königshofen datiert. Der Ort gehörte anteilig sowohl zum Kurfürstentum Sachsen/Königreich Sachsen (Amt Weißenfels) bzw. ab 1815 zu Preußen (Provinz Sachsen) als auch zum Herzogtum Sachsen-Altenburg (Kreisamt Eisenberg). Erst 1868 kam der Ort komplett zu  Sachsen-Altenburg, welches im Gegenzug seinen Anteil am Ort Willschütz an Preußen abgab.
Am südöstlichen Ortsrand in Richtung Gösen steht in einem Garten neben einer markanten Eiche ein gut sichtbares Steinkreuz. Der ursprüngliche Standort ist nicht überliefert. Der Stein wurde wahrscheinlich beim Bau der Autobahn umgesetzt. Das 1,5 km südöstlich des Dorfes in Richtung Eisenberg in einem eingezäunten Gelände des Wasserversorgungszweckverbandes stehende Steinkreuz hat eine bewegte Geschichte. Der ursprüngliche Standort soll die Anhöhe, die auch Wasserscheide ist, gewesen sein. Bei einem Unwetter sollen an dieser Stelle Mönche vom Blitz erschlagen worden sein. Später versuchte man an diesem Ort durch Gesang und Kanonenschüsse Unwetter zu vertreiben. Dies führte zur Nennung „Wetterkreuz“. 1945 wurde es zerstört. 1959 baute man es fachgerecht wieder auf.

## Persönlichkeiten
- Gustav Dathe (1813–1880), deutscher Lehrer und Imker